# Хальзовка
Хальзовка — малая река в России, протекает в черте Нижнего Новгорода по территории Сормовского района. Правый приток Волги. Значительная часть русла реки заключена в коллектор.
Впервые упоминается в 1542 году как Холезева. Название предположительно связано с древнерусский словом холзать — «бродить взад и вперед», что отражает извилистость русла реки. От реки получила название улица Хальзовская.
Устье реки находится в 2239 км от устья Волги по правому берегу. Длина реки составляет 2,6 км, площадь водосборного бассейна — 23 км².
Русло реки Хальзовки сильно загрязнено. Планируются работы по очистке и углублению русла.

## Данные водного реестра
По данным государственного водного реестра России относится к Верхневолжскому бассейновому округу, водохозяйственный участок реки — Волга от Горьковского гидроузла и до устья реки Ока, речной подбассейн реки — Волга ниже Рыбинского водохранилища до впадения Оки. Речной бассейн реки — (Верхняя) Волга до Куйбышевского водохранилища (без бассейна Оки).
Код объекта в государственном водном реестре — 08010300512110000017510.